# Milli Vanilli, de la gloire au cauchemar
Pour les articles homonymes, voir Girl You Know It's True.
Pour plus de détails, voir Fiche technique et Distribution.
Milli Vanilli, de la gloire au cauchemar (Girl You Know It's True) est un film germano-français réalisé par Simon Verhoeven et sorti en 2023. Il s'agit d'un film biographique sur le groupe Milli Vanilli et sur la supercherie concernant les vrais chanteurs de ses tubes.

## Synopsis
Dans les années 1980, le célèbre producteur de musique allemand Frank Farian rencontre deux inconnus officiant comme mannequins, l'Allemand Rob Pilatus et le Français Fabrice Morvan. Ils fondent le groupe musical Milli Vanilli qui va connaitre le succès à la fin des années 1980 avec notamment la chanson Girl You Know It's True. Au sommet de sa gloire, Milli Vanilli remporte un Grammy Award en 1990. Cependant, peu de temps après, il est révélé que les deux chanteurs ne sont pas les vrais interprètes des morceaux et qu'ils sont toujours en playback. Cela créé alors la controverse et sera l'un des plus grands scandales de l'histoire de la musique au monde.

## Fiche technique
Sauf indication contraire, les informations mentionnées dans cette section peuvent être confirmées par la base de données cinématographiques IMDb,  présente dans la section « Liens externes ».
- Titre français : Milli Vanilli, de la gloire au cauchemar
- Titre original : Girl You Know It's True
- Réalisation et scénario : Simon Verhoeven
- Musique : Segun Akinola
- Décors : Heike Lange
- Costumes : Ingken Benesch
- Photographie : Jo Heim
- Montage : Alexander Berner, Felix Schmerbeck et Elena Schmidt
- Production : Quirin Berg, Max Wiedemann et Kirstin Winkler
- Sociétés de production : Leonine Productions, Wiedemann & Berg Film, Sentana Film, SevenPictures, Mediawan et Voltage Pictures
- Société de distribution : Voltage Pictures
- Budget : N/A
- Pays de production :  Allemagne et  France
- Langues originales : anglais, français
- Format : couleur - Dolby Atmos
- Genre : drame biographique, musical
- Durée : 124 minutes
- Dates de sortie[4] :
  - Allemagne : 21 décembre 2023
  - États-Unis : 9 août 2024
  - France : 14 mai 2025
- Classification[5] :
  - Allemagne : interdit aux moins de 12 ans

## Distribution
- Elan Ben Ali (VF : lui-même) : Fabrice « Fab » Morvan
- Tijan Njie (VF : Jean-Michel Vaubien) : Rob Pilatus
- Matthias Schweighöfer (VF : Laurent Bonnet) : Frank Farian
- Graham Rogers (VF : Brice Montagne) : Todd Headlee
- Bella Dayne (VF : Magaly Teixeira) : Ingrid « Milli » Segeith
- Stevonte Hart (VF : Théo Cruypenninck) : Kevin Liles (en)
- Ashley Dowds (VF : Jean-Michel Vovk) : Benny Dorn
- Michael Maertens (en) (VF : Olivier Piechaczyk) : Markus Klein
- Tijan Marei (en) (VF : Lola Grosdemange) : Carmen Pilatus
- David Mayonga (VF : Lionel Bourguet) : Brad Howell (en)
- Samuel S. Franklin (VF : Félix Lobo) : John Davis (en)
- Darlene Tejeiro : Denise Milan
- David Chevers (VF : Franck Lemaire) : Tom Sacks
- Natasha Loring (VF : Audrey Di Nardo) : Lisa
- Andrew Roux (VF : Éric Mie) : Ricardo
- Mitsou Jung : Melly
- Penelope Frego : Stefania
- Roxanne Rittmann : Emily
- Ivy Quainoo (VF : Audrey Lebastard) : Downtown Julie Brown (en)

Source VF : le carton cinématographique du doublage français (enregistré au Luxembourg).

## Production

### Genèse et développement
Un projet de film sur Milli Vanilli est évoqué pour la première fois en février 2007. Développé par Universal Pictures, le film doit alors être réalisé par Jeff Nathanson. Le projet ne verra cependant pas le jour.
En août 2022, il est annoncé que Leonine Studios développent un film sur la controverse entourant le duo musical. Simon Verhoeven est confirmé comme réalisateur et scénariste. Il participe également à la production avec Quirin Berg et Max Wiedemann via la société Wiedemann & Berg Film Production. Kevin Liles (en), qui a notamment contribué à la composition du tube Girl You Know It's True, participe également à la production du film,.
Brett Ratner est un temps lié au projet comme producteur. Cependant, le cinéaste, impliqué par des accusations révélées par le mouvement MeToo, quitte le projet.
Sentana Film, SevenPictures et Mediawan participent également au projet. Le film est ensuite repris par Voltage Pictures.

### Attribution des rôles
Matthias Schweighöfer est annoncé en 2022 pour incarner Frank Farian, le producteur du groupe, alors qu'Elan Ben Ali et Tijan Njie incarnent respectivement les deux membres de Milli Vanilli, Fabrice Morvan et Rob Pilatus. En septembre 2022, Graham Rogers et Bella Dayne sont également confirmés.

### Tournage
Le tournage a lieu en 2021 et 2022 à Munich, Berlin et au Cap, ainsi qu'à Los Angeles. Les prises de vues s'achèvent en décembre 2022,.

## Sortie et accueil
Sur le site d'agrégation de critiques Rotten Tomatoes, le film obtient 85% d'avis favorables, pour 34 critiques. En France, le site Allociné propose une note moyenne de 3,2⁄5 basée sur 15 titres de presse.

## Distinctions
(en) Récompenses pour Milli Vanilli, de la gloire au cauchemar sur l’Internet Movie Database

### Récompenses
- Bayerischer Filmpreis 2024 : meilleur film et meilleure révélation pour Tijan Njie et Elan Ben Ali
- Deutscher Filmpreis 2024 : meilleurs costumes et meilleurs maquillages
- Jupiter Awards 2024 : meilleur film allemand

### Nominations
- Deutscher Filmpreis 2024 : meilleurs décors et meilleurs effets visuels
- Jupiter Awards 2024 : meilleur acteur allemand pour Matthias Schweighöfer